# Spilomena valkeilai
Spilomena valkeilai är en stekelart som beskrevs av Vikberg 2002. Spilomena valkeilai ingår i släktet Spilomena, och familjen Crabronidae. Enligt den finländska rödlistan är arten nära hotad i Finland. Arten är reproducerande i Sverige. Artens livsmiljö är skogar.